# Иван Георгиев (офицер, роден 1906)
Иван Георгиев Станков е български офицер, полковник, участвал във Втората световна война от 1941 – 1945 г.
Той е командир на Първа армейска моторизирана дружина в Първа българска армия по време на втория период на водената Отечествена война на България от 1944 – 1945 г. Преди това е член на организацията на РМС в Общовойсковия камионен полк, на който е заместник-командир. Става член на БКП след 9 септември 1944 г.

## Животопис
Роден е във Варна на 22 май 1906 г. Син е на варненския социалист д-р Георги Станков.
Завъшрва Военното училище (1928) и постъпва на военна служба в Автомобилната дружина в София като командир на взвод. През 1934 г. е назначен за командир на рота и участва в преврата на 19 май 1934 г. на офицерите от Военния съюз.
От 1935 г., останал с неразкрита антимонархическа ориентация, е командир на автомобилен батальон в Автомобилната дружина до 1941 г.. В периода 1941 – септември 1944 г. е заместник-командир на Общовойсковата камионна дружина и от 1943 г. е заместник-командир на Общовойскови камионен полк в София.
През 1941 г. става член на нелегалните организции на РМС и на Отечествения фронт в Общовойсковия камионен полк, като за тази дейност го привличат ръководителят на РМС организацията в полка поручик Иван Стефанов. Нелегалната му дейност остава неразкрита до 9 септември 1944 г.. Взема участие в извършения Деветосептемврийски преврат от 1944 г., като лично утвърждава изпращането на 2-ра армейска камионна рота, командвана от поручик Стефанов, да участва в завземането на Министерството на войната и установяването на властта на Отечествения фронт.
Веднага след 9 септември 1944 г. е произведен в чин полковник и става член на БКП. По време на втория период на Отечествената война на България (1944 – 1945) през фверувари 1945 г. е назначен за командир на Първа армейска моторизирана дружина в състава на Първа българска армия, (включваща Трета армейска камионна рота, Пета армейска камионна рота, Трета армейска санитарна автомобилна рота] Първи армйески мотоциклетен батальон и Първи армейски автомобилен взвод), като е и началник на Моторния отдел на Първа армия. Дружината води тежки кръвопролитни битки – Дравска операция, Мурска операция, Австрийска оперция, с които българските моторизирани войски участват в разгрома на германските войски в Унгария, Югославия и Австрия.
След като се връща от фронта, е началник на Моторната инспекция на Министерството на войната и Министерството на народната отбрана (1945 – 1948), после е командир на Общвойсковия камионен полк през 1950 – 1955 г. След като полкът е разформирован, е началник-щаб на Първи мотострелкови полк от 1955 до 1964 г. Началник е на политическия отдел на Първа мотострелкова дивизия от 1964 до 1975 г.
След като излиза в запас, е районен съветник (в районен народен съвет) от кв. „Георги Димитров“ (днес кв. Света Троица) в София от 1975 до 1990 г.. Умира в София на 15 юни 1990 г.

## Военни звания
- Подпоручик (1928)
- Поручик (1934)
- Капитан (1939)
- Майор (1941)
- Подполковник(1942)
- Полковник (1944)

## Награди
- Орден „За храброст“ IV степен, 2-ри клас
- Орден „Народна република България“ I степен
- Орден "Червено знаме на труда
- – Юбилеен медал 40 години от Победата във Великата отечествена война 1941 – 1945)“ (СССР)-(1985)
- Знак "Първа българска амрия. Към Берлин. 1945 г.
- Медал „30 години от Победата над фашистка Германия“ – (1975)
- Медал „40 години от Победата над Хитлерофашизма“ – (1985)